# Richard Bader
Pour les articles homonymes, voir Bader.
Richard Bader, né le 15 octobre 1931 à Kitchener en Ontario et décédé le 15 janvier 2012 à Burlington en Ontario,, professeur de l'Université McMaster (Ontario, Canada), est un chimiste théoricien canadien. Il est particulièrement connu pour avoir développé l'approche Atoms in Molecules, qui consiste à expliquer la chimie - et en particulier des modèles classiques comme le modèle de Lewis - par une approche relevant de la topologie de la fonction de densité électronique dans un espace tridimensionnel.

## Récompenses
- Médaille Kołos (2000)